# Oncostroma toddaliae
Oncostroma toddaliae är en svampart som beskrevs av Bat. & Marasas 1966. Oncostroma toddaliae ingår i släktet Oncostroma, divisionen sporsäcksvampar och riket svampar.   Inga underarter finns listade i Catalogue of Life.